# Gare du Mans-Triage
 (novembre 2019).
Si vous disposez d'ouvrages ou d'articles de référence ou si vous connaissez des sites web de qualité traitant du thème abordé ici, merci de compléter l'article en donnant les références utiles à sa vérifiabilité et en les liant à la section « Notes et références ».
La gare de triage du Mans est une gare de triage française située dans le quartier du Maroc, non loin des Glonnières, dans la ville du Mans. Elle occupe un grand espace autour duquel se sont bâties des cités dortoirs et des entreprises utilisant autrefois le train comme moyen de transport privilégié pour le fret. La gare est une zone de démarcation entre le quartier du Maroc et la Zi Sud 1. Non loin de là, dans la rue de Bretagne située au nord-est de l'ancien dépôt, se situe le Centre d'Archives historiques nationales de la SNCF. Elle est située à environ 3 kilomètres au sud de la gare du Mans.

## Histoire
Les prémices du dépôt sont posées dès 1853 lorsqu'une remise semi-circulaire de seulement six voies est construite au sud de la ville, à l'est de la Sarthe. Mais déjà, on réalise un pont tournant de 11 mètres donnant sur une voie de sortie. En 1854, la gare sort littéralement des champs. la commune de Pontlieue située à l'est, n'a pas encore été rattachée comme quartier du Mans. À l'ouest, on y accède par le gué-de-Maulny, pas encore urbanisé, actuel quartier de la gare sud. La même année, on fait construire une rotonde permettant de mettre les locomotives à l'abri. On fabrique également une remise à wagons et des hangars. 
C'est la même année, le 4 avril, que les premiers passagers parcourent la voie Paris-Le Mans directement. Le Mans est alors à 5 heures 30 de Paris. C'est en 1863 que l'étoile ferroviaire du Mans est complète avec l'ouverture de la ligne vers Sablé (celle vers Alençon est ouverte en 1856 et celle vers Tours 2 ans plus tard). Mais bientôt on trouve au Mans deux grands dépôts. Dans le quartier des Halles, plus proche du secteur centre de la ville, la compagnie de l'Ouest ouvre un nouveau dépôt vapeur. Il peut accueillir jusqu'à 42 locomotives. Il contient 42 locomotives abritées sous trois halls en charpente métallique. Le bâtiment central reste dans les mémoires pour son architecture composée d'un clocher à horloge. Le dépôt gare dit des halles ou de l'ancien hôpital général fonctionnera jusqu'en  1919. Il ne sera démoli qu'en 1935. Ce dépôt fonctionnera surtout pour le service de tramways et locomotives vapeurs du nord de la Sarthe.     
En 1867, la gare est composée de deux voies entrantes (au nord du dépôt) : l'une venant de Paris, l'autre de Tours, et de deux voies sortantes (vers le sud) : l'une vers Angers, l'autre vers Brest. Le dépôt est le passage obligé pour aller d'une destination à l'autre. On compte alors 17 voies dans la gare. À l'est se situe la gare à marchandise. juste au nord, on trouve le quai à bestiaux. Sur la courbe nord menant à la ligne de Tours se trouvent les quatre anciennes voies du dépôt dit dépôt d'orléans. La gare de marchandise occupe une très grande place comparé aux autres services. Le reste est cantonné à l'extrémité ouest de la gare avec du nord au sud : la remise des voitures, le nouveau dépôt d'Orléans, le bâtiment des voyageurs, la cour des voyageurs, le dépôt et les ateliers, puis le dépôt de l'ouest. Dès août 1870, les voies ferrées sont réquisitionnées par l'armée.
Pendant la Seconde Guerre mondiale le site est régulièrement bombardé.
En 1944, d'importants bombardement ont rendu hors d'usage la gare de triage. Après la fin du conflit le site est remis en état de manière progressive.
Aujourd'hui[Quand ?], elle n'assure plus que la réparation et la maintenance des trains TER ou corails. Sa fermeture pourrait intervenir dans les années à venir, le fret étant de moins en moins présent sur les lignes ferroviaires afin d'assurer la survivance des gares de triage[réf. nécessaire].